# 타니 웰치
타니 웰치(Latanne Rene "Tahnee" Welch, 영어 발음: /ˈtɑ:ni/, 1961년 12월 26일 ~ )는 미국의 배우, 전 모델이다. 샌디에이고에서 배우 라켈 웰치의 딸로 태어났다.

## 출연 작품

### 영화
- 코쿤 (1985)
- 숲속의 잠자는 미녀 (1987, Sleeping Beauty)
- 코쿤 2 (1988)
- 유혹녀 (1990, La bocca)
- 천사의 표적 (1992, L'angelo con la pistola)
- The Criminal Mind (1993) - 개브리엘 역
- 베니스행 야간 열차 (1993, Night Train to Venice)
- 위험한 증거 (1994, Improper Conduct)
- 워킹 맨 (1995, Search and Destroy)
- 나는 앤디 워홀을 쏘았다 (1996) - 비바 역
- 복제 인간 (1997, Johnny 2.0)
- 수우 (1997, Sue)
- 파이트 복서 (1999, Body and Soul)

### 텔레비전
- 줄리아 내 사랑 (1989, Disperatamente Giulia)